# Релевантність
Релева́нтність (англ. relevance) — міра відповідності отримуваного результату бажаному. 
У термінах пошуку — це міра відповідності результатів пошуку завданню, поставленому в пошуковому запиті.    
Нерелевантний документ — документ, що був відібраний у результаті інформаційного пошуку, але зміст якого не відповідає запиту користувача.
Визначає, наскільки повно той або інший документ відповідає критеріям, вказаним у запиті користувача. Необхідно враховувати, що в кожній пошуковій системі працює власна програма (спайдер), що індексує веб-сторінки, кожна система індексує сторінки своїм особливим способом і пріоритети при пошуку за індексами теж різні. Тому запит за одними і тими ж ключовими словами в кожній з пошукових систем породжує різні результати.

## Релевантність пошуку
Це є суб'єктивним поняттям, оскільки результати пошуку, які підходять для одного користувача, можуть не підходити для іншого.
Основним методом для оцінки релевантності є TF-IDF-метод, який використовується у більшості пошукових систем (як в інтернет-пошуковиках, так і у довідкових системах (MSDN). Його зміст зводиться до того, що чим більша локальна частота терміна (запиту) у документі (TF) і більша «рідкість» (тобто, чим рідше він зустрічається в інших документах) терміна у колекції (IDF), тим вище вага даного документа відносно терміна — тобто документ буде видаватись раніше у результатах пошуку за даним терміном. Автором методу є Gerard Salton (надалі дороблений Карен Спарк Джонс).

### Виділяють такі критерії релевантності
- наявність корисної інформації на сторінці
- мета теги Title та Description
- розмір тексту та наявність в ньому ключових запитів та логічної структури
- відсутність помилок у коді, що заважають індексувати сайт.